# ایسامو سونودا
ایسامو سونودا (انگلیسی: Isamu Sonoda؛ زادهٔ ۱۹۴۶) جودوکار اهل ژاپن است.
وی در مسابقات کشوری و بین‌المللی در مجموع برندهٔ ۳ مدال طلا، ۱ مدال نقره شده‌است.